# Javier Maldonado González
Francisco Javier Maldonado González és un metge i cirurgià espanyol, conseller de Sanitat de la Comunitat de Madrid entre 2014 i 2015.
Llicenciat en Medicina i Cirurgia per la Universitat Autònoma de Madrid, es va especialitzar en Medicina del Treball. El 1992 va entrar a treballar en el Ministeri de Sanitat i Consum. El 2008 es va convertir en director mèdic de l'Hospital de la Paz i el 2010 en gerent de l'Hospital Ramón y Cajal.
Viceconseller d'Assistència Sanitària dins el Govern de la Comunitat de Madrid, va prendre possessió del càrrec com a conseller de Sanitat el 5 de desembre de 2014 en la Reial Casa de Correus. Reemplaçava en el càrrec a Javier Rodríguez, cessat per Ignacio González González després d'unes polèmiques declaracions del conseller durant la crisi de l'Ébola.